# François-Louis Bourdon
Pour les articles homonymes, voir Bourdon.
François-Louis Bourdon, né le 11 janvier 1758 à Rouy-le-Petit (département de la Somme), mort en déportation le 22 juin 1798 à Sinnamary (Guyane), est un homme politique de la Révolution française. Il est surnommé Bourdon de l'Oise pour être différencié de son collègue et homonyme Léonard Bourdon, député du Loiret.

## Biographie
Fils d’un cultivateur des environs de Compiègne, Bourdon suit le barreau et devient procureur au parlement de Paris. Les principes de la Révolution exaltent son imagination ardente, et il en suit le parti avec chaleur.
La monarchie constitutionnelle mise en place par la constitution du 3 septembre 1791 prend fin à l'issue de la journée du 10 août 1792, à laquelle François-Louis Bourdon prend part : les bataillons de fédérés bretons et marseillais et les insurgés des faubourgs de Paris prennent le palais des Tuileries. Louis XVI est suspendu et incarcéré à la tour du Temple.
En septembre 1792, François-Louis Bourdon est élu député du département de l'Oise, le douzième et dernier, à la Convention nationale.
Il siège sur les bancs de la Montagne. Lors du procès de Louis XVI, il vote la mort et rejette l'appel au peuple et le sursis à l'exécution. En avril 1793, il est absent lors du scrutin sur la mise en accusation de Jean-Paul Marat. En mai, il vote contre le rétablissement de la Commission des Douze.
Ayant été chargé de surveiller les opérations de l’armée de l’Ouest, il destitue le général Rossignol et eut à ce sujet quelques contestations avec Robespierre, qu’il poursuit avec ardeur et à la perte duquel il contribue puissamment.
Le 8 thermidor, à la veille de la chute de Robespierre, il est le premier à s'opposer, sans succès dans un premier temps, à l'impression de son discours à la Convention. Le 9, Barras, chargé par la Convention du commandement militaire contre la Commune révoltée, se le fait adjoindre ainsi que Féraud, Fréron, Rovère, Delmas, Bollet et Léonard Bourdon et l'envoie dans les sections bourgeoises de l’ouest et du centre pour rassembler des troupes.
Depuis ce moment, il se montre aussi forcené réactionnaire qu’il a été ardent révolutionnaire ; mais toujours guidé par ses passions, sa conduite devient incertaine et ses actions sans cesse contradictoires les unes avec les autres. On le voit solliciter tout à la fois le rapport de la loi qui éloigne les nobles de Paris, et accuser de perfidie la proposition de supprimer les comités révolutionnaires. Il ne cesse, jusqu’à la fin de l’assemblée, de provoquer une foule de lois de circonstance, toutes empreintes de la discontinuité de ses idées.
Après les événements de 1795, il poursuit plusieurs députés montagnards, autrefois ses complices et coopère à leur perte avant d’être, à son tour, la victime du parti directorial : à la suite du coup d’État du 18 fructidor, il est déporté à Cayenne où il meurt quelques jours après son arrivée, disant à ses compagnons d’infortune : « Messieurs, en quelque lieu de la terre que vous vous trouviez, on vous plaindra, vous aurez des consolateurs ; mais Bourdon de l’Oise… ! »